# Kaman
Kaman Corporation – amerykańskie przedsiębiorstwo przemysłowe zajmujące się produkcją śmigłowców, podzespołów lotniczych oraz dystrybucją różnego rodzaju komponentów mechanicznych dla przemysłu. Siedziba przedsiębiorstwa mieści się w Bloomfield, w stanie Connecticut. Spółka notowana jest na giełdzie New York Stock Exchange.
Przedsiębiorstwo Kaman Aircraft Corporation zostało założone 12 grudnia 1945 roku przez Charlesa Kamana. 15 stycznia 1947 roku nastąpił oblot pierwszego śmigłowca – modelu K-125. W 1956 roku Kaman rozpoczął produkcję podzespołów dla innych wytwórni lotniczych, m.in. Grumman i McDonnell. W 1960 powstała siedziba spółki zależnej Kaman Nuclear (przemianowanej po kilku latach ze względów wizerunkowych na Kaman Sciences Corporation) w Colorado Springs; jej przedstawicielem biznesowym był w latach 70. Stanisław Tymiński. W 1971 roku przedsiębiorstwo rozszerzyło działalność o dystrybucję elementów mechanicznych, w szczególności łożysk. W 1997 sprzedało spółkę Kaman Sciences kontrowersyjnemu konglomeratowi ITT za 135 mln dolarów.
W latach 70. XX wieku Kaman wyprodukował stożki dziobowe dla pomocniczych rakiet nośnych SRB wykorzystywanych przez NASA w ramach programu Space Transportation System.
Cechą charakterystyczną wielu śmigłowców produkowanych przez przedsiębiorstwo Kaman jest zastosowanie w nich układu Flettnera.

## Produkty

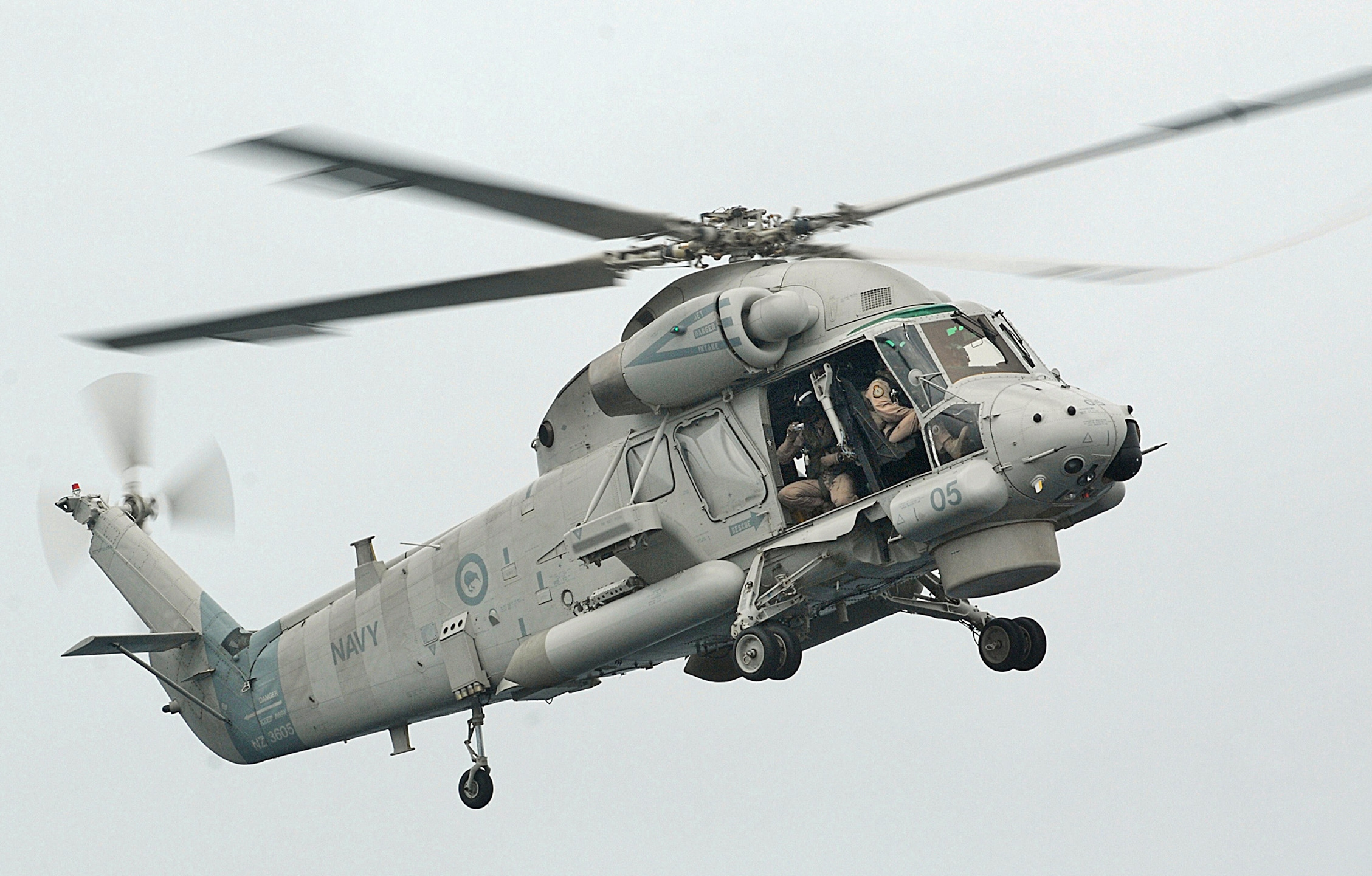
Kaman SH-2G Super Seasprite

Śmigłowce:
- K-125
- K-190
- K-225
- HH-43 Huskie
- SH-2 Seasprite
- SH-2G Super Seasprite
- K-MAX